# Messa del tallero
La messa del tallero, la cui origine risale probabilmente al medioevo, quando il Friuli era governato dal Patriarca, viene celebrata ogni 6 gennaio a Gemona.
Durante la funzione religiosa la comunità civile, rappresentata dal sindaco, alla fine di un corteo che parte da palazzo Boton, sede del comune, attraverso via Bini, arriva fino all'altare del duomo, dove offre un dono concreto alla comunità religiosa, nella persona dell'arciprete, nella forma di un tallero d'argento di Maria Teresa d'Austria coniato nel 1780, come segno di sottomissione del potere temporale a quello spirituale. Il rituale, celebrato proprio nel giorno dell'Epifania potrebbe anche simboleggiare i doni che i magi portarono a Gesù .
La prima testimonianza scritta del rituale, presente nell'Archivio di Stato di Udine, è del notaio Gio Maria Rossi, attivo a Gemona nella metà del XVIII secolo, il quale riporta che almeno dal 1760  "[I rappresentanti della comunità] il giorno dell'Epifania, venivano incensati doppo che si portarono all'altare al baccio della pace ed a fare offerta al reverendissimo signor arciprete". Il rito è dunque precedente l'introduzione in Friuli della moneta oggi utilizzata (arrivata a Gemona probabilmente a seguito del Trattato di Campoformio e conseguente passaggio del Friuli all'Arciducato d'Austria), al posto della quale dovevano essere utilizzate altre monete.
La celebrazione è oggi accompagnata da un corteo storico.